# Population arménienne ottomane
La proportion de la population arménienne ottomane entre 1914 et 1915 est un sujet controversé. La plupart des estimations donnent un nombre compris entre 1,2 et 2,3 millions d'Arméniens. L'estimation du nombre d'Arméniens vivant dans l'Empire ottoman durant cette période est très importante pour déterminer précisément le nombre de pertes arméniennes entre 1915 et 1923, lorsque a eu lieu le génocide arménien suivi de la guerre d'indépendance en Turquie.
Cet article présente des statistiques sur la population arménienne de l'Empire ottoman.

## Statistiques ottomanes
Bien que les Ottomans eussent des recensements de populations avant les années 1830, ce n'est qu'en 1831 que fut créé l'Office des registres de la population (Cerîde-i Nüfus Nezareti).
Afin d'améliorer la précision de ses recensements, l'office fut décentralisé en 1839. Les inspecteurs du recensement et autres fonctionnaires de l'office furent réaffectés dans les provinces. Ils enregistraient les naissances et les décès périodiquement et comparaient les listes de population de chaque district. Il ne s'agissait pas d'un recensement complet des populations, mais un recensement des « chefs de famille », c'est-à-dire uniquement de la population masculine adulte par foyer. Les statistiques incluaient l'âge, l'occupation et la propriété de ces hommes.
En 1867, le Conseil d'État ottoman prit la décision de créer des tableaux de population, afin d'améliorer encore la précision des recensements. De nouvelles techniques de recensement furent introduites en 1874. Cela mena à la création d'une Administration Générale de la Population, attachée au ministère de l'intérieur en 1881-1882. Ces changements ont pu amener à politiser les recensements de population.

### La population arménienne avant 1878
En 1844 l'administration ottomane enregistra 2,4 millions d'Arméniens dans l'Empire ottoman. En 1867 le nombre restait le même. Il n'est pas établi si cette stagnation est due à une volonté politique de ne pas enregistrer de croissance arménienne sur une période de 23 ans.
Après l'internationalisation de la question arménienne et le congrès de Berlin qui suivait en 1878, l'idée d'une nation arménienne autonome ou indépendante devint une possibilité. Les recensements arméniens prirent de l'importance. Le premier enregistrement mené par l'Administration Générale de la Population sous le Sultan Abdülhamid II recensait moitié moins d'Arméniens en 1881-1882 que lors du précédent recensement. Cette baisse de la population est expliquée en partie par la perte des régions de Batoumi, Kars et Ardahan au profit de l’Empire russe.

### Population arménienne jusqu'en 1905

Langues parlées en Anatolie en 1910 : l'arménien en jaune.

Du recensement de 1881-1882 à celui de 1905, une croissance quasi constante de la population arménienne fut enregistrée.
Les statistiques ottomanes ont été utilisées par le démographe américain Justin McCarthy, qui s'est largement appuyé sur les recensements de 1911-1912, de 1905 et de 1895-1896 pour ses calculs. En appliquant la théorie des populations stables en utilisant la demi-pyramide des âges masculine, il obtint le nombre de 1 698 301 Arméniens.
Bien qu'étant le résultat d'amples études, les chiffres obtenus par McCarthy ont été très critiqués par de nombreux spécialistes. Parmi eux, le Français Frédéric Paulin a sévèrement critiqué la méthodologie employée et suggéré qu'elle est défaillante. Hilmar Kaiser, également spécialiste, a tenu des propos similaires, tout comme le professeur Vahakn Dadrian et le professeur Levon Marashlian.
Les critiques concernent non seulement la méthodologie employée par McCarthy et ses résultats, mais aussi ses sources primaires, c'est-à-dire les recensements ottomans. Elles relèvent qu'il n'y eut aucun recensement officiel en 1912, les chiffres étant basés sur celui de 1905 durant le règne de Abdülhamid II.

### Recensements sous Abdülhamid II
Le fait que le recensement de 1912 ait été conduit sous le régime du sultan Abdülhamid II le rend douteux, selon les critiques. Des enregistrements turcs suggèrent aussi qu'Abdülhamid II ait intentionnellement sous-estimé la population arménienne.
L'auteur turc Kâzım Kadri écrit : « Durant le règne d'Abdülhamid nous avons abaissé les chiffres de population des Arméniens... ». Il ajoute « Par ordre d'Abdülhamid le nombre d'Arméniens a délibérément été abaissé ».
D'autres éléments suggèrent que ces sous-estimations diminuèrent de moitié la population arménienne. Dans le district de Muş par exemple, le fonctionnaire arménien chargé du recensement, Garabed Potigian, présenta un nombre officiel de 225 000 Arméniens et 55 000 Turcs. Sur l'insistance de ses supérieurs il fut contraint de revoir ces chiffres, réduisant la population arménienne à 105 000 et augmentant celle des Turcs à 95 000. H.F.B. Lynch également a noté de tels arrangements : « Continuant notre chemin, nous rencontrons un prêtre arménien — un jeune homme, large d'épaules [...]. Il semble enclin à parler, donc nous lui demandons combien d'églises il y a à Mouch (Muş). Il répond sept ; mais le commissaire avait dit quatre. Un soldat s'adresse à lui en kurde ; le pauvre homme devient pâle, et remarque qu'il s'est trompé en disant sept. Il ne peut pas y en avoir plus de quatre... Ainsi furent quelques-unes de nos expériences durant notre court séjour à Mouch. ».
Le sultan Abdülhamid II considérait apparemment la sous-estimation de 900 000 Arméniens qu'on lui présenta comme une exagération.
L'Allemand Felix Guse, chef d’état-major de la IIIe armée ottomane, avait déploré que « les Turcs connaissaient peu leur pays, avant tout parce qu'il était hors de question de pouvoir obtenir des chiffres de statistique fiables ».
Faïez El-Ghocéin, ancien kaïmakam de Kharpout, a écrit dans son livre qu'il y avait selon les statistiques officielles ottomanes environ 1,9 million d'Arméniens dans l'Empire ottoman.
Une autre indication sur la possible existence d'autres statistiques est le livre de Polybius, publié en 1919, qui mentionne un « recensement officiel ottoman de 1910 ». Mais Justin McCarthy a essayé de vérifier cette information sans succès et la considère comme une fabrication.
L'historienne turque Dr Seçil Akgün a affirmé : « Les Ottomans n'ont pas un nombre défini [de la population arménienne]. C'est-à-dire, nous avons entre nos mains des nombres contradictoires concernant la population arménienne dans les frontières de l'Empire ottoman. J'ai tendance à penser que Basmacıyan donne les nombres les plus précis. C'est-à-dire entre 2 et 3 millions. ».

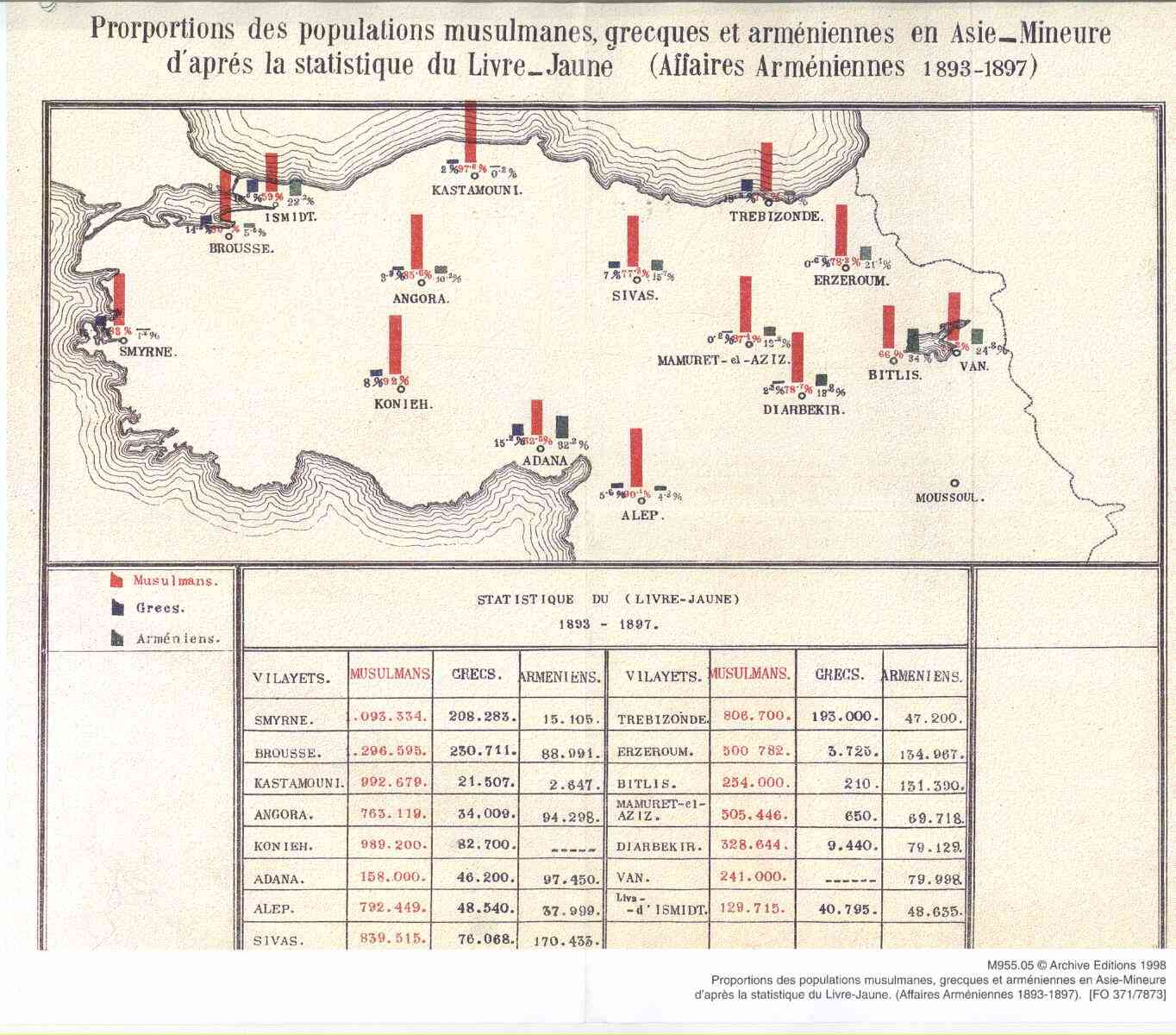
Proportions des populations musulmanes, grecques et arméniennes en Asie Mineure d'après la statistique du livre Jaune.

### Autres problèmes des recensements
Un autre problème est soulevé : le fait que les statistiques officielles aient maintenu une croissance constante de la population arménienne à partir de la période 1894-1897 quand entre 100 000 et 300 000 Arméniens ont perdu la vie lors des massacres hamidiens.  Le recensement de 1905 n'a pas montré d'anomalie dans la croissance arménienne, ce qui suggère qu'un quota fixe de la croissance arménienne ait été utilisé, et qu'indépendamment des recensements il y avait bien plus d'Arméniens dans l'Empire.
Un autre élément peut fausser les données, il s'agit du fait que de nombreux Arméniens, tout comme des Juifs et d'autres Chrétiens, étaient considérés comme étrangers parce qu'ils avaient des nationalités étrangères ou bénéficiaient de la protection de consulats étrangers, ceux-là n'étaient pas comptés dans les statistiques.
À cela s'ajoutent encore les Arméniens qui réussissaient à se soustraire aux recensements, pour échapper au service militaire notamment.
Le résultat de tous ces éléments est que les statistiques officielles ottomanes, selon les spécialistes qui les critiquent, sous-estiment largement la population arménienne, pouvant aller jusqu'à la diminuer de moitié. Lynch constate des irrégularités dans le recensement des Musulmans et suppose que des Arméniens aient pu être enregistrés comme Musulmans, voyant dans certaines régions comme à Van des bonds de l'ordre de 50 % de croissance pour les populations musulmanes. Selon lui, ces chiffres ont été utilisés à des fins politiques.
Ainsi, bien que les statistiques ottomanes aient un caractère officiel et que quelques spécialistes occidentaux et de nombreux spécialistes turcs les utilisent en priorité, la plupart des spécialistes occidentaux préfèrent les ignorer, considérant qu'elles manquent de fiabilité.

### Recensement de 1914

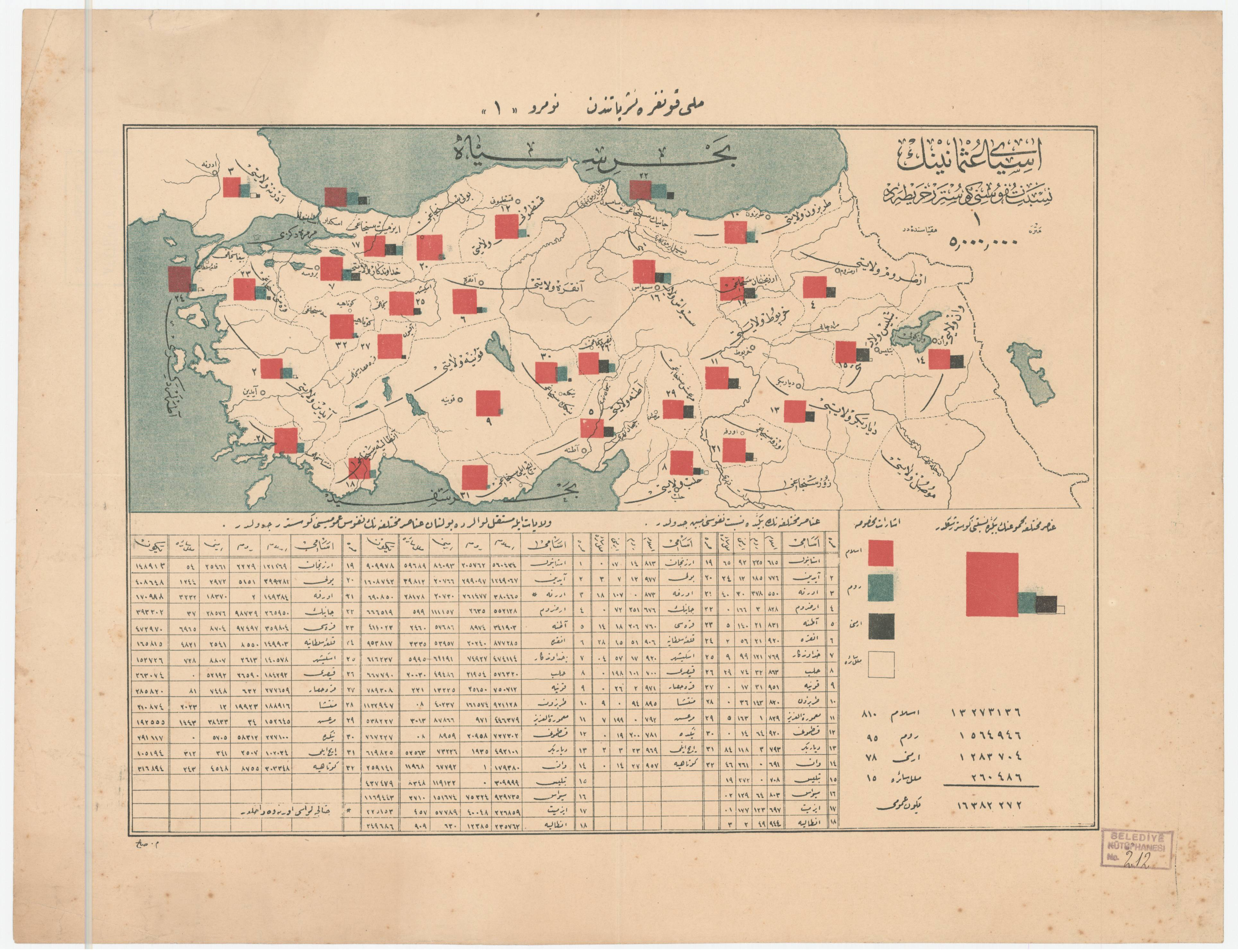
Recensement écrit en turc ottoman.

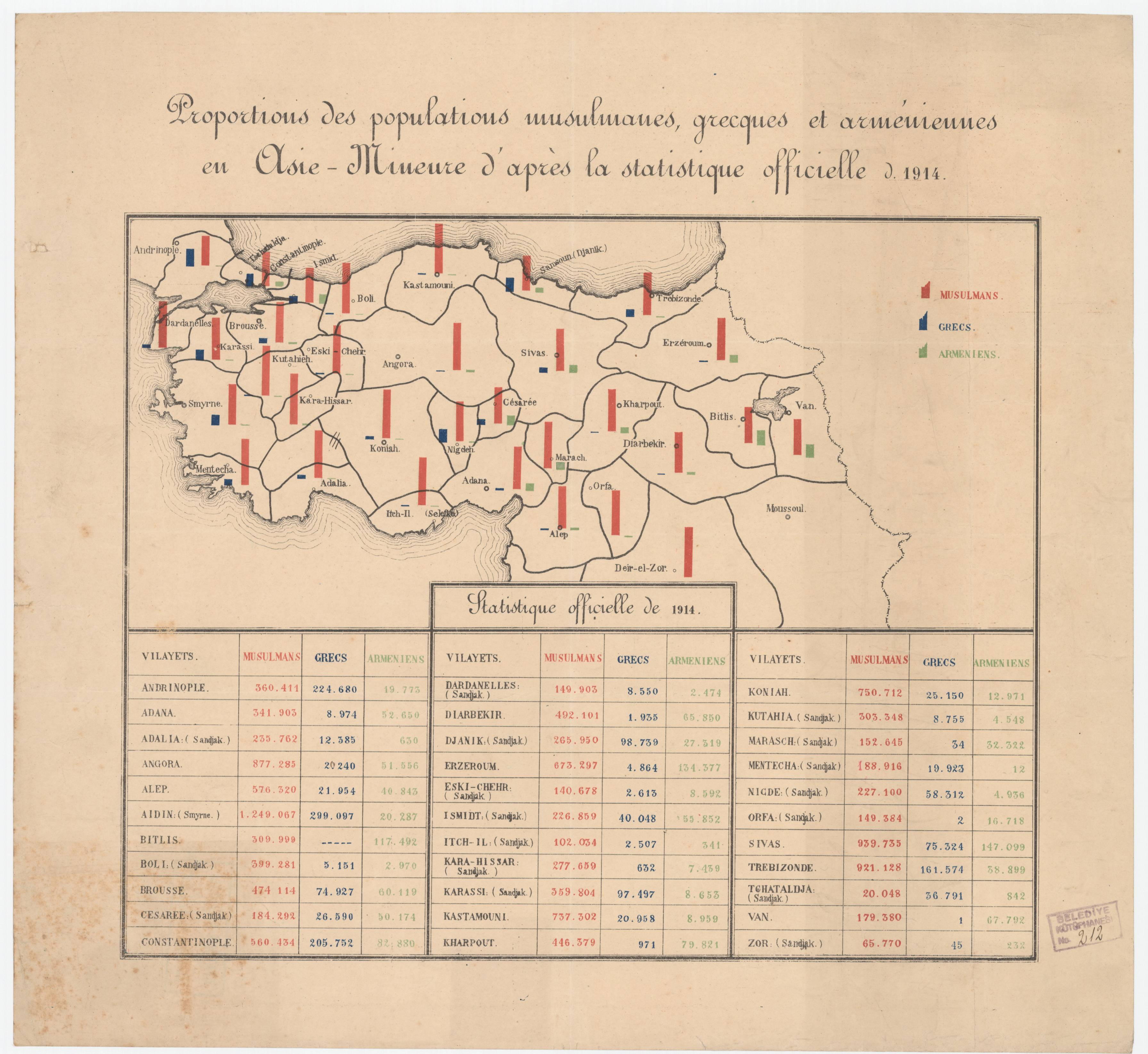
Le recensement écrit en français.

Selon le recensement de 1914, il y aurait 1 161 169 Arméniens grégoriens et 64 253 Arméniens catholiques. Ce qui donne une population de 1 225 422 Arméniens chrétiens. La population arménienne musulmane n'est pas connue étant donné que les Arméniens musulmans sont comptés comme "Musulmans" dans ce recensement.

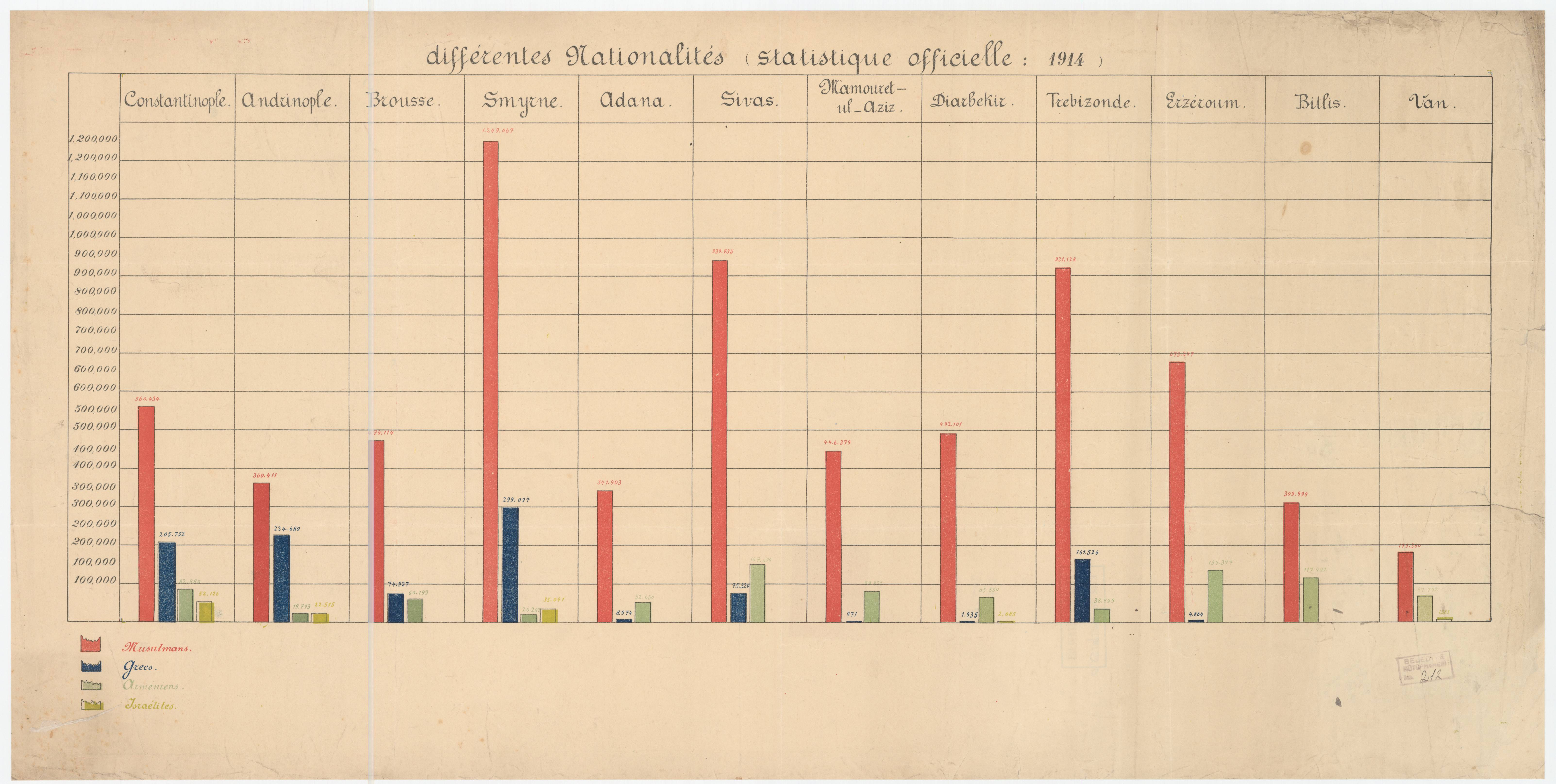
Le graphique en barre écrit en français.

Dans les notes personnelles du ministre de l'intérieur Talaat Pacha, la population arménienne est estimée à 1 256 403 individus. Il précise néanmoins que si l'on prenait en compte une marge d'erreur de 20% ce chiffre pourrait atteindre 1 500 000.

## Statistiques du patriarcat arménien

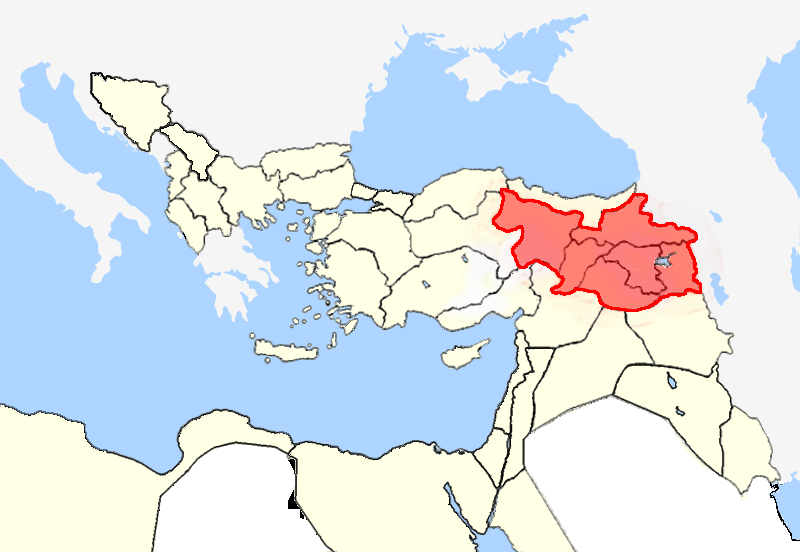
Les six vilayets de l'Empire ottoman au début du XXe siècle.

### Chiffres du patriarcat
Plusieurs estimations furent présentées par le patriarcat arménien, l'une d'entre elles paraissant la plus complète fut publiée dans le livre de Marcel Léart (Krikor Zohrab). Il y est dit que les chiffres étaient supposés reposer sur les enregistrements des baptêmes et des décès tenus par l'Église arménienne. Ces chiffres excluaient cependant les régions peu peuplées d'Arméniens et les régions hors des six vilayets.
Le problème avec de tels nombres est qu'il n'y a pas de certitude quant à la méthode de recensement, à savoir s'ils étaient réellement basés sur les baptêmes et les décès enregistrés par l'église. Pour cette raison, Justin McCarthy et quelques autres universitaires occidentaux ainsi que la plupart des universitaires turcs les considèrent comme des fabrications. Par comparaison, ces statistiques du patriarcat dans les six vilayets comptaient 1 018 000 Arméniens, contre 784 914 pour les statistiques ottomanes officielles.

### Nouvelle analyse des chiffres du patriarcat
D'autres chiffres furent publiés par le patriarcat en 1913. Les données sur lesquelles sont basées ces statistiques sont considérées comme plus fiables, car elles se retrouvent dans des archives bien réelles. En 1992, Raymond Kevorkian et Paul Paboudjian ont publié des travaux avec « une précision à la dernière décimale », pour chaque province ottomane, fondés sur les archives arméniennes.
Pour l'ensemble de l'Empire ottoman, ces archives indiquent 1 914 620 Arméniens, les chiffres étant très proches des chiffres ottomans officiels pour la partie occidentale de l'Anatolie, mais divergeant fortement sur la partie orientale. Dans certaines régions, les statistiques officielles ottomanes corrigées par McCarthy sont même supérieures à ces statistiques, laissant penser qu'elles ont pu être obtenues d'après des recensements sérieux, et qu'elles ont pu aussi sous-estimer la population arménienne dans certaines régions.

## Études occidentales
Il y a eu plusieurs travaux pour déterminer la population arménienne, mais les études démographiques complètes de l'ensemble de la population arménienne dans l'Empire ottoman restent peu nombreuses.

### France

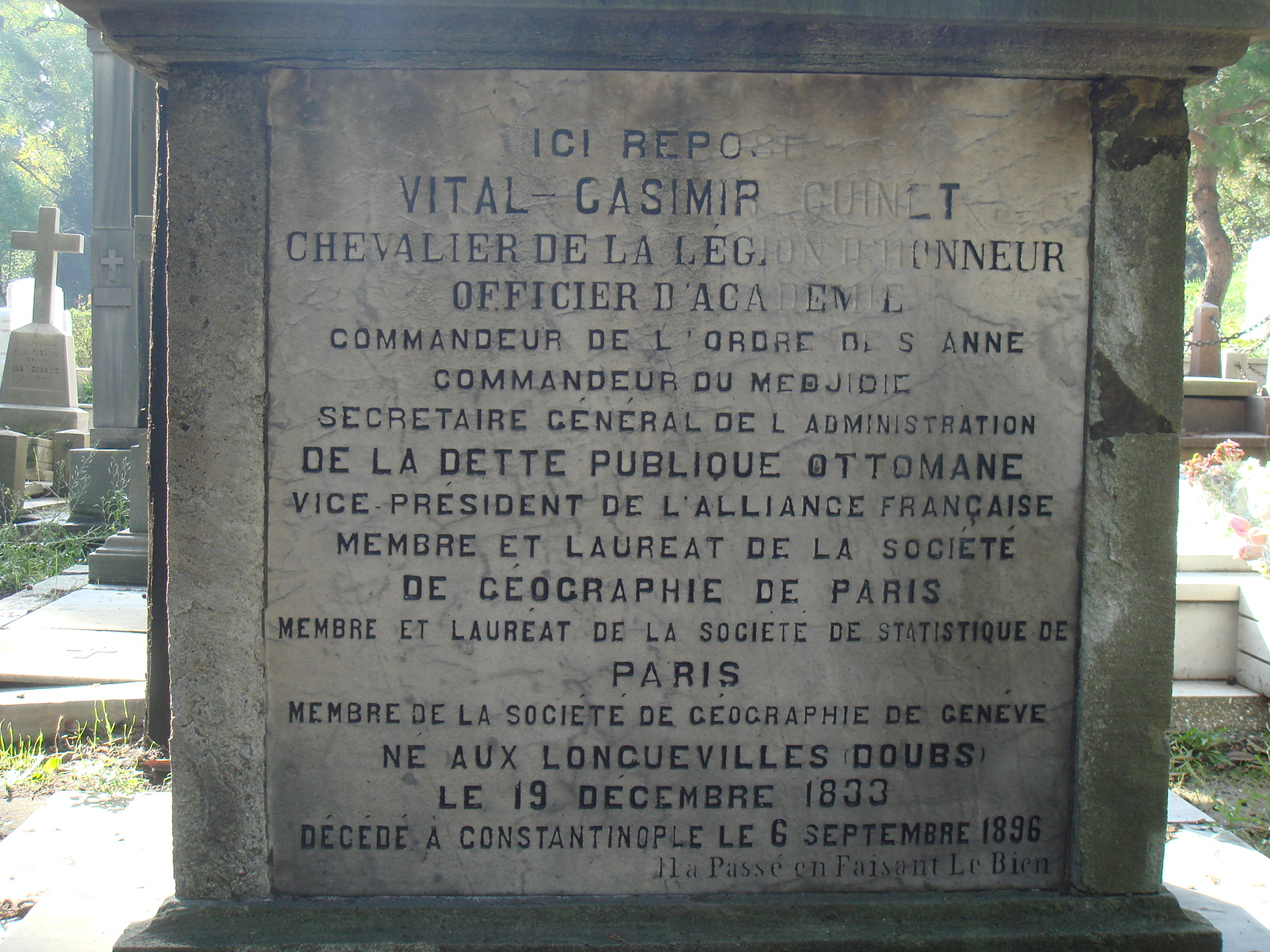
La tombe de Vital Cuinet à Istanbul

Vital Cuinet était un géographe français chargé d'observer certaines régions et d'estimer leur population. Ses études visaient aussi à déterminer la capacité de l'Empire ottoman à payer ses dettes. Il dut cependant conclure qu'il lui était impossible d'obtenir des chiffres précis, donnant deux raisons principales à cela :
1. Les limitations imposées par les autorités ottomanes ne lui ont pas permis de mener des recherches concluantes.
2. En raison du manque de contrôle des régions éloignées par les autorités ottomanes, il n'a pas pu compléter son travail.

Un exemple souvent cité par les critiques était les statistiques fournies par les autorités ottomanes concernant le vilayet d'Alep (classé dans ses travaux comme le sandjak de Marash) : il n'y aurait que 4 300 Arméniens dans cette région, alors que la ville de Marash comptait à elle seule 6 008 Arméniens catholiques et protestants, sans inclure les Grégoriens.
Au début de son livre, Cuinet prévient le lecteur : « La science des statistiques, aussi intéressante soit-elle, n'est non seulement pas utilisée dans ce pays mais en plus les autorités refusent d'y effectuer des recherches ». 
Cuinet présente un nombre de 840 000 Arméniens pour le « villayet arménien » en 1891-1892, supérieur donc au nombre présenté par officiellement par les Ottomans.
L'historien français, Ludovic de Contenson présente un nombre de 1 150 000 pour la partie asiatique de la Turquie et un nombre de 250 000 pour la partie européenne de la Turquie. Ce qui donnerait une population arménienne de 1 400 000 individus. Il pense d'ailleurs que le gouvernement ottoman faussait volontairement le nombre de chrétiens administré par lui.

### Royaume-Uni
Henry Finnis Bloss Lynch, géographe et ethnographe britannique, en complétant ses propres études, arriva au nombre de 1 058 000 Arméniens au début des années 1890 dans l'Arménie ottomane. Lynch évoquait, tout comme Cuinet, qu'il y avait apparemment une volonté délibérée de la part des Ottomans de sous-évaluer le nombre d'Arméniens. Néanmoins, les chiffres de Lynch étaient bien diffusés, mais il avertissait le lecteur concernant la fausse interprétation du terme Musulman, sachant que d nombreux Arméniens s'étaient convertis à l'Islam bien que continuant de pratiquer le christianisme arménien.
Dans le deuxième volume de son livre Armenia, Travels and Studies sorti en 1901, Lynch fournit ces statistiques ci-dessous :
|                                                            | nombre d'arméniens |
| ---------------------------------------------------------- | ------------------ |
| Vilayet de Van                                             | 75 644             |
| Vilayet de Bitlis                                          | 97 184             |
| Vilayet de Kharput                                         | 93 000             |
| Vilayet de Diyarbekir                                      | 15 150             |
| Vilayet de Erzurum                                         | 106 768            |
| Zones restantes de la Turquie d'Asie (sans les 5 vilayets) | 751 500            |
| Turquie d'Europe                                           | 186 000            |
| Total :                                                    | 1 325 246          |

Arnold Toynbee propose une fourchette entre 1,6 et 2 millions d'Arméniens, supposant que le nombre réel est plus proche de 2 millions pour l'Anatolie.
Les chiffres officiels britanniques à l'ambassade se basaient sur des recherches telles que celles de Lynch. En les comparant aux chiffres ottomans, le professeur Meir Zamir conclut : « Les provinces de Van, Bitlis, Mamuretal-Aziz (Kharpout), Diyarbekir, Erzurum, et le district indépendant de Maraş, où les estimations britanniques sont 62 % supérieures (847 000 comparé à 523 065) [...]. La sous-évaluation des données des populations non musulmanes apparait être intentionnelle. ».
L'encyclopédie Britannica estime en 1910 la population arménienne à 1 500 000 individus.

### Allemagne
Le professeur allemand Herman Wambery, reconnu comme turcophile et ayant prétendument de bons rapports avec les autorités ottomanes, présente le nombre de 1 130 000 Arméniens dans l'Empire ottoman en 1896.
Johannes Lepsius présente lui un nombre de 1 845 450 arméniens. Dans les frontières de la Turquie actuelle ce nombre est de 1 668 600.

### États-Unis
Samuel Cox, de l'ambassade des États-Unis à Constantinople entre 1880 et 1886, estime la population arménienne dans l'Empire à 2,3 millions.
L'historien américain David Magie aurait estimé la population arménienne à 1 579 000 individus (ou 1 479 000 ?). Cette estimation serait identique à celle du patriarche arménien Malachia Ormanian.
L'écrivain américain Clair Price donne lui un nombre de 1 500 000 arméniens.

### Pays-Bas
L'historien Erik-Jan Zürcher estime la population arménienne dans l'empire ottoman à environ 1 500 000 soit environ 10% de la population anatolienne.

### Problèmes posés par ces estimations
De telles estimations posent parfois le problème des régions couvertes : par exemple, l'Anatolie ne couvre pas l'ensemble de l'Empire ottoman. La plupart de ces estimations couvrent une région limitée : « Arménie ottomane », « Turquie asiatique », « Anatolie », « 6 vilayets arméniens », « 9 vilayets arméniens », etc.
De plus, ces estimations ne sont pas précisément délimitées dans le temps : la plupart sont prises sur des périodes allant de 20 à 30 ans, entre 1890 et 1915.

## Estimations arméniennes
Les estimations des historiens arméniens contemporains varient généralement entre 2 et 2,5 millions.
L'historien arménien Kevork Aslan estime la population arménienne de 1 800 000 dans l'empire ottoman en 1914.